# 143 Adria
För andra betydelser, se Adria.
143 Adria eller 1960 WK1 är en asteroid upptäckt 23 februari 1875 av den österrikiske astronomen Johann Palisa i Pula, Kroatien. Asteroiden har fått sitt namn efter Adriatiska havet som ligger nära den plats där den upptäcktes.
Ockultationer har observerats flera gånger.